# رابی برایتول
رابی برایتول (انگلیسی: Robbie Brightwell؛ زادهٔ ۲۷ اکتبر ۱۹۳۹ – ۶ مارس ۲۰۲۲) دونده اهل بریتانیا بود.